# سهام رشد
در امور مالی، سهام رشد (انگلیسی: Growth stock)، سهمی از یک شرکت است که جریان نقدی مثبت قابل توجه و پایداری ایجاد می‌کند و انتظار می‌رود درآمد و سود آن با نرخ سریع‌تری نسبت به شرکت متوسط در همان صنعت افزایش یابد. یک شرکت در حال رشد معمولاً دارای نوعی مزیت رقابتی (یک محصول جدید، یک اختراع پیشگام، توسعه در خارج از کشور) است که به آن اجازه می‌دهد تا با رقبا مقابله کند. سهام‌های رشد معمولاً سود سهام کمتری پرداخت می‌کنند، زیرا شرکت‌ها معمولاً بیشتر سود انباشته را در پروژه‌های سرمایه‌بر سرمایه‌گذاری مجدد می‌کنند.

## معیارها
تحلیلگران با تقسیم درآمد خالص یک شرکت به میانگین حقوق صاحبان سهام، بازده حقوق صاحبان سهام (ROE) را محاسبه می‌کنند. برای اینکه به عنوان یک سهام رشد طبقه‌بندی شوند، تحلیلگران عموماً انتظار دارند که شرکت‌ها به بازدهی ۱۵ درصد یا بالاتر از حقوق صاحبان سهام دست یابند. CAN SLIM روشی است که سهام رشد را شناسایی می‌کند و توسط ویلیام اونیل، دلال بورس و ناشر Investor's Business Daily ایجاد شده است. در امور مالی دانشگاهی، مدل سه‌عاملی فاما-فرنچ به نسبت‌های دفتری به بازار (نسبت‌های B/M) برای شناسایی سهام رشد در مقابل سهام ارزش متکی است. برخی از مشاوران پیشنهاد می‌کنند که نیمی از سبد سهام را با استفاده از رویکرد ارزش و نیمی دیگر را با استفاده از رویکرد رشد سرمایه‌گذاری کنند.